# Onitis aerarius
Onitis aerarius är en skalbaggsart som beskrevs av Edgar von Harold 1878. Onitis aerarius ingår i släktet Onitis och familjen bladhorningar. Inga underarter finns listade i Catalogue of Life.